# سوني إكسبيريا C3
سوني إكسبيريا C3 (بالإنجليزية: Sony Xperia C3)‏ هو هاتف ذكي من سوني موبايل كوميونيكيشنز يعمل بنظام أندرويد تم الكشف عنه في يوليو 2014، سيتم طرحه في الأسواق في أغسطس 2014.

## الخصائص
- نظام التشغيل: أندرويد
- الكاميرا الأمامية: 5 ميجابكسل
- الكاميرا الخلفية: 8 ميجابكسل
- الشاشة: إل سي دي 1280×720
- الوزن: 150 غرام
- المعالج: 1.2 جيجا هرتز رباعي النواة
- الذاكرة: 1 جيجابايت رام
- التخزين: 8 جيجابايت